# タルカワノ
タルカワノ（スペイン語、英語：Talcahuano）は、チリ・ビオビオ州にある基礎自治体であり、港湾都市でもある。コンセプシオン都市圏の一部。

## 地理
タルカワノはチリ中央部の南部に位置し、コンセプシオン県を構成する10の基礎自治体のうちの一つである。コンセプシオン県は他3つの県と共にビオビオ州を構成している。
タルカワノ基礎自治体の面積は148.29平方キロメートル、人口は250,348人（2002年国勢調査）だった。

## 歴史
タルカワノの公式な建設日は、アントニオ・デ・ギル・イ・ゴンサーガ (Antonio de Guill y Gonzaga) が開港を宣言した1764年11月5日である。だが1544年には早くもその名が歴史書に登場している。それはジェノヴァのフアン・バウティスタ（ジョヴァンニ・バッティスタ）・パステネ (Juan Bautista Pastene) 船長が彼の船「サン・ペドロ」(San Pedro) と「サンティアギーリョ」(Santiaguillo) で海岸沿いを探検中にビオビオ川の河口を発見した年である。1601年にはアロンソ・デ・リベラ (Alonso de Ribera) が残ったスペイン植民地を守るため、ペンコ（Penco、現コンセプシオン県）の近くにタルカワノ砦を建設した。
タルカワノという名前は、スペイン人が到達したその地域の住民マプーチェ人の族長であるタルカワノ(Talcahueñu) に因む。マプチェ族の言語マプチェ語で「雷鳴とどろく空」を意味する。
19世紀、タルカワノは米国の捕鯨船乗組員の間でよく知られていた。新鮮な水、食糧、そして船員のための様々な娯楽を求め、彼らはしばしばタルカワノに寄港した。

### 2010年2月27日のマグニチュード8.8の地震
2010年2月27日に発生したマグニチュード8.8のチリ大地震とそれに続く津波によりタルカワノは壊滅的被害を受け、住民の80%が家を失った。津波は7.5フィート（2.3メートル）以上の高さがあったと見られている。

## 経済
タルカワノにはチリ海軍の主要基地があり、歴史的記念艦「ワスカル」が係留されている。「ワスカル」はペルーの装甲艦（英国製）だったが、太平洋戦争中の1879年、チリにより鹵獲された。タルカワノにはまた、チリ潜水艦艦隊の基地とASMAR造船所がある。

## 文化

### スポーツ
タルカワノは、1914年に地元のサッカークラブ、エストレーリャ・デル・マール (Estrella del Mar) の選手ラモン・ウンサガ (Ramón Unzaga) が有名なバイシクル・キック（チレーナ、chilena としても知られる）を発明した地としてサッカーの歴史に登場する。
タルカワノはまた、チリのサッカープリメーラ・ディビシオンに属するCDウアチパトのホームであり、エスタディオ・ラス・イゲラス (Estadio Las Higueras) を擁している。

## 文学
タルカワノはマイルズ・スミートン (Miles Smeeton) の本『Once Is Enough』の舞台となった。ジョゼフ・コンラッドの作品『ロード・ジム (Lord Jim) 』の人物チャーリー・マーロウ (Charlie Marlow) がこれに触れている。

## ギャラリー

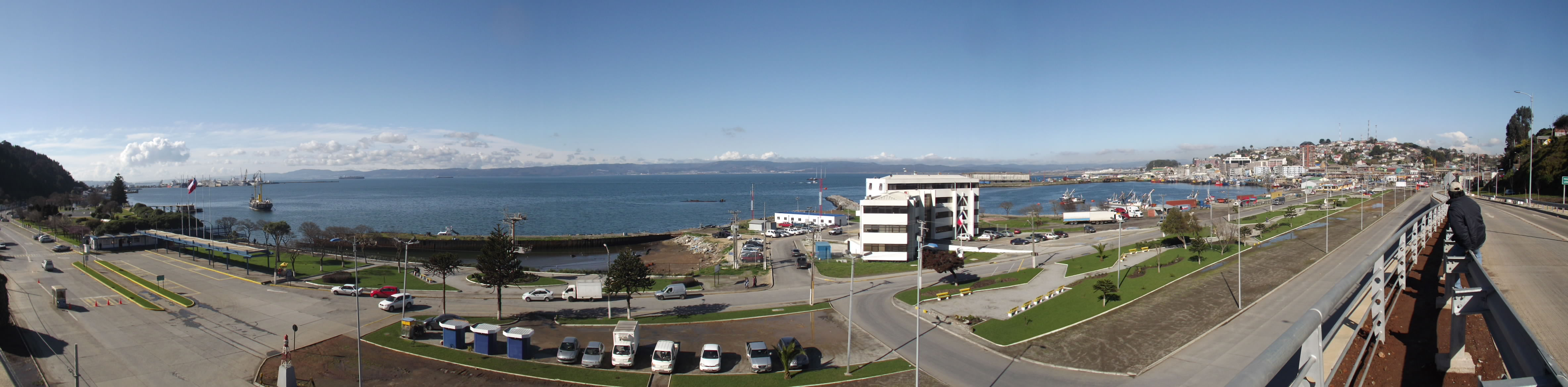
港のパノラマ写真

タルカワノの風景
- 中央広場
- カジノ
- 教会
- 記念艦「ワスカル」